# Liste des membres du conseil régional de Picardie de 1986 à 1992
Cet article dresse la liste des 55 membres du conseil régional de Picardie élus lors de l'élection régionale de 1986 en Picardie, ainsi que les changements intervenus en cours de mandature.

## Conseil issu des élections de 1986 et changements

### Liste et groupes
| Dép.  | Liste                     | Nom                    |  | Parti        | Groupe                  | Changements                               |
| ----- | ------------------------- | ---------------------- |  | ------------ | ----------------------- | ----------------------------------------- |
| Aisne | Opposition unie           | Charles Baur           |  | UDF-PSD      | Intergroupe UDF-RPR-CNI |                                           |
| Aisne | Opposition unie           | Pierre André           |  | RPR          | Intergroupe UDF-RPR-CNI |                                           |
| Aisne | Opposition unie           | Patrick Baijot         |  | RPR          | Intergroupe UDF-RPR-CNI |                                           |
| Aisne | Opposition unie           | Guy Bleriot            |  | UDF-CDS      | Intergroupe UDF-RPR-CNI |                                           |
| Aisne | Opposition unie           | Albert Catalifaud      |  | RPR          | Intergroupe UDF-RPR-CNI |                                           |
| Aisne | Opposition unie           | Louis Hennebelle       |  | RPR          | Intergroupe UDF-RPR-CNI |                                           |
| Aisne | Opposition unie           | France Mathieu         |  | DVD puis UDF | Intergroupe UDF-RPR-CNI |                                           |
| Aisne | Majorité présidentielle   | Bernard Lefranc        |  | PS           | Socialiste              | Élu député, démissionne en 1988           |
| Aisne | Majorité présidentielle   | Yvonne Bou             |  | PS           | Socialiste              |                                           |
| Aisne | Majorité présidentielle   | Georges Bouaziz        |  | PS           | Socialiste              |                                           |
| Aisne | Majorité présidentielle   | Daniel Cuvelier        |  | PS           | Socialiste              |                                           |
| Aisne | Majorité présidentielle   | Jacques Desallangre    |  | PS           | Socialiste              |                                           |
| Aisne | Majorité présidentielle   | Michel Vignal          |  | PS           | Socialiste              |                                           |
| Aisne | Majorité présidentielle   | Maurice Vatin          |  | PS           | Socialiste              | Remplace Bernard Lefranc en 1988          |
| Aisne | Parti communiste français | Roland Renard          |  | PCF puis IDG | Communiste              |                                           |
| Aisne | Parti communiste français | Gérard Lalot           |  | PCF          | Communiste              |                                           |
| Aisne | Parti communiste français | Bernard Paillot        |  | PCF          | Communiste              |                                           |
| Aisne | Front national            | Hubert Potel           |  | FN puis CNIP | Front national          | Rejoint l'intergroupe UDF-RPR-CNI en 1989 |
| Oise  | Opposition unie           | Michel Souplet         |  | UDF-CDS      | Intergroupe UDF-RPR-CNI |                                           |
| Oise  | Opposition unie           | Pierre Boquet          |  | UDF-PR       | Intergroupe UDF-RPR-CNI |                                           |
| Oise  | Opposition unie           | Guy Desessart          |  | CNIP         | Intergroupe UDF-RPR-CNI |                                           |
| Oise  | Opposition unie           | Pierre Dubois          |  | RPR          | Intergroupe UDF-RPR-CNI |                                           |
| Oise  | Opposition unie           | Patrice Fontaine       |  | RPR          | Intergroupe UDF-RPR-CNI |                                           |
| Oise  | Opposition unie           | François-Michel Gonnot |  | UDF-PR       | Intergroupe UDF-RPR-CNI |                                           |
| Oise  | Opposition unie           | Paul Girod             |  | UDF-AD       | Intergroupe UDF-RPR-CNI |                                           |
| Oise  | Opposition unie           | Claude du Granrut      |  | UDF-CDS      | Intergroupe UDF-RPR-CNI |                                           |
| Oise  | Opposition unie           | Alain Vasselle         |  | RPR          | Intergroupe UDF-RPR-CNI |                                           |
| Oise  | Opposition unie           | Éric Woerth            |  | RPR          | Intergroupe UDF-RPR-CNI |                                           |
| Oise  | Majorité présidentielle   | Walter Amsallem        |  | PS           | Socialiste              |                                           |
| Oise  | Majorité présidentielle   | François Ferrieux      |  | PS           | Socialiste              |                                           |
| Oise  | Majorité présidentielle   | Michel Françaix        |  | PS           | Socialiste              | Élu député, démissionne en 1988           |
| Oise  | Majorité présidentielle   | Christian Grimbert     |  | PS           | Socialiste              |                                           |
| Oise  | Majorité présidentielle   | Moïra Guilmart         |  | PS           | Socialiste              |                                           |
| Oise  | Majorité présidentielle   | Jean-Pierre Hanniet    |  | PS           | Socialiste              |                                           |
| Oise  | Majorité présidentielle   | Daniel Poujaud         |  | PS           | Socialiste              |                                           |
| Oise  | Majorité présidentielle   | Christian Filippi      |  | MRG puis GÉ  | Socialiste              | Remplace Michel Françaix en 1988          |
| Oise  | Front national            | Pierre Descaves        |  | FN           | Front national          | Élu député, démissionne en 1986           |
| Oise  | Front national            | Guy Harlé d'Ophove     |  | FN puis CNIP | Front national          | Rejoint l'intergroupe UDF-RPR-CNI en 1989 |
| Oise  | Front national            | Katherine d'Herbais    |  | FN           | Front national          | Remplace Pierre Descaves en 1986          |
| Oise  | Parti communiste français | Maurice Bambier        |  | PCF          | Communiste              |                                           |
| Oise  | Parti communiste français | Françoise Douay        |  | PCF          | Communiste              |                                           |
| Somme | Opposition unie           | Jean-Claude Broutin    |  | UDF-CDS      | Intergroupe UDF-RPR-CNI |                                           |
| Somme | Opposition unie           | Jérôme Bignon          |  | RPR          | Intergroupe UDF-RPR-CNI |                                           |
| Somme | Opposition unie           | André Leduc            |  | UDF-PSD      | Intergroupe UDF-RPR-CNI |                                           |
| Somme | Opposition unie           | Jacques Fourdinier     |  | UDF-PR       | Intergroupe UDF-RPR-CNI |                                           |
| Somme | Opposition unie           | Pierre Classen         |  | UDF-PSD      | Intergroupe UDF-RPR-CNI |                                           |
| Somme | Opposition unie           | Alain Gest             |  | UDF-PR       | Intergroupe UDF-RPR-CNI |                                           |
| Somme | Opposition unie           | Brigitte Fouré         |  | CNIP         | Intergroupe UDF-RPR-CNI |                                           |
| Somme | Majorité présidentielle   | Francis Lecul          |  | PS           | Socialiste              |                                           |
| Somme | Majorité présidentielle   | Yves Le Diascorn       |  | PS           | Socialiste              |                                           |
| Somme | Majorité présidentielle   | Danielle Destenay      |  | PS           | Socialiste              |                                           |
| Somme | Majorité présidentielle   | Jean-Philippe Lebas    |  | PS           | Socialiste              | Démissionne en 1988                       |
| Somme | Majorité présidentielle   | René Anger             |  | PS           | Socialiste              |                                           |
| Somme | Majorité présidentielle   | Daniel Leroy           |  | PS           | Socialiste              | Remplace Jean-Philippe Lebas en 1988      |
| Somme | Parti communiste français | Chantal Leblanc        |  | PCF          | Communiste              |                                           |
| Somme | Parti communiste français | Jean-Jacques Baron     |  | PCF          | Communiste              |                                           |
| Somme | Parti communiste français | Lucien Menis           |  | PCF          | Communiste              |                                           |
| Somme | Front national            | Roland Gaucher         |  | FN           | Front national          | Démissionne en 1987                       |
| Somme | Front national            | Raynald Brasseur       |  | FN           | Front national          | Remplace Roland Gaucher en 1987           |
| Somme | Picardie86                | Roger Mézin            |  | RPR          | Intergroupe UDF-RPR-CNI |                                           |

## Historique

### Nombre d'élus le 16 mars 1986

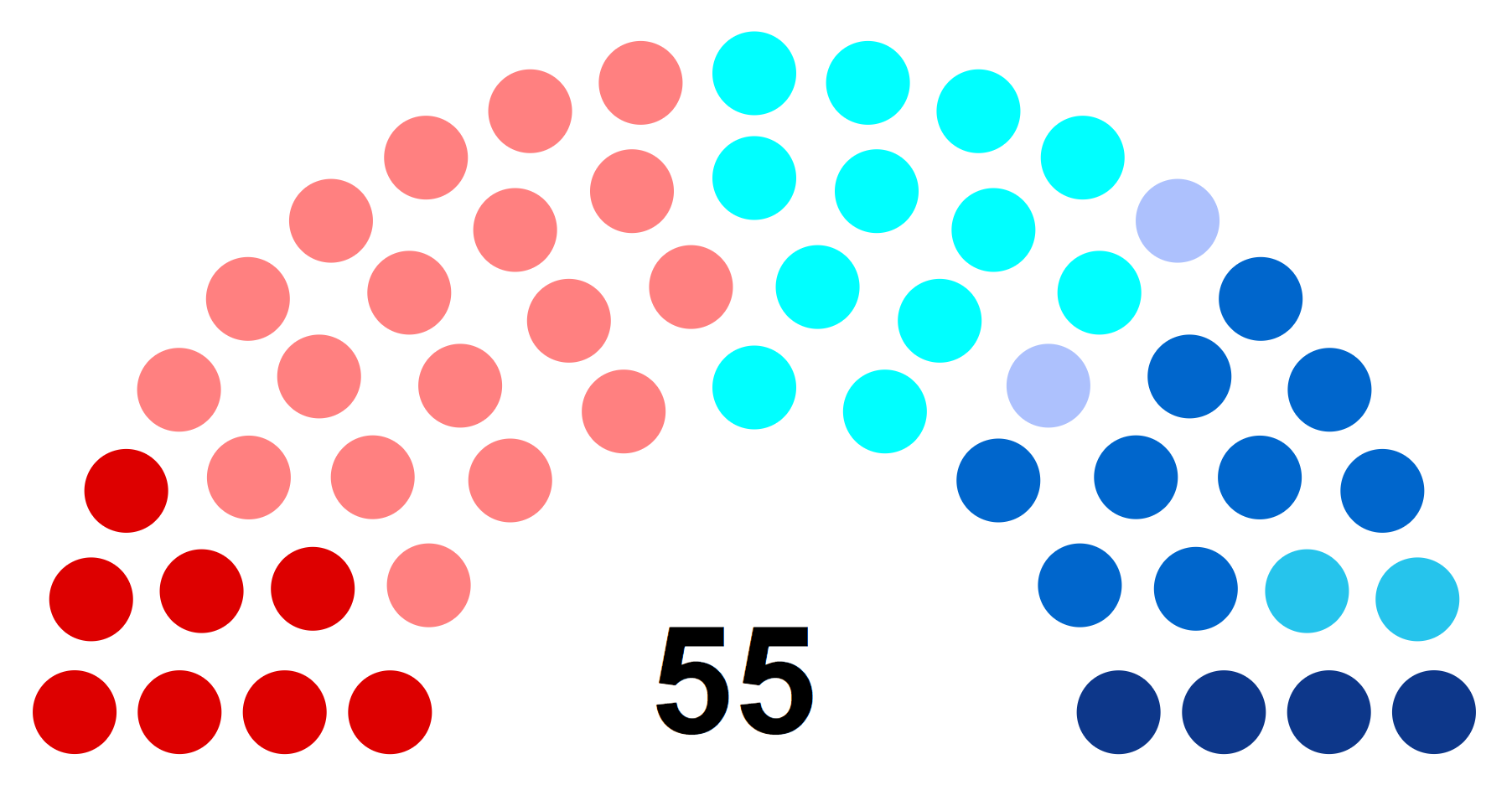
Composition du conseil régional en mars 1986

|            |                                             | 02 | 60 | 80 | TOTAL | Listes de 1986              |
|            | Rassemblement pour la République            | 4  | 4  | 1  | 9     | Opposition unie 25          |
|            | UDF - Centre des démocrates sociaux         | 1  | 2  | 1  | 4     | Opposition unie 25          |
|            | UDF - Parti républicain                     | /  | 2  | 2  | 4     | Opposition unie 25          |
|            | UDF - Parti social-démocrate                | 1  | /  | 2  | 3     | Opposition unie 25          |
|            | UDF - Adhérents directs                     | /  | 1  | /  | 1     | Opposition unie 25          |
|            | Centre national des indépendants et paysans | /  | 1  | 1  | 2     | Opposition unie 25          |
|            | Divers droite                               | /  | 1  | /  | 1     | Opposition unie 25          |
|            | Parti socialiste                            | 6  | 7  | 5  | 18    | Majorité présidentielle 18  |
|            | Parti communiste français                   | 3  | 2  | 3  | 8     | Parti communiste français 8 |
|            | Front national                              | 1  | 2  | 1  | 4     | Front national 4            |
|            | Divers droite                               | /  | /  | 1  | 1     | Picardie86 1                |
| TOTAL ÉLUS | TOTAL ÉLUS                                  | 16 | 22 | 17 | 55    |                             |

### Nombre d'élus en février 1992

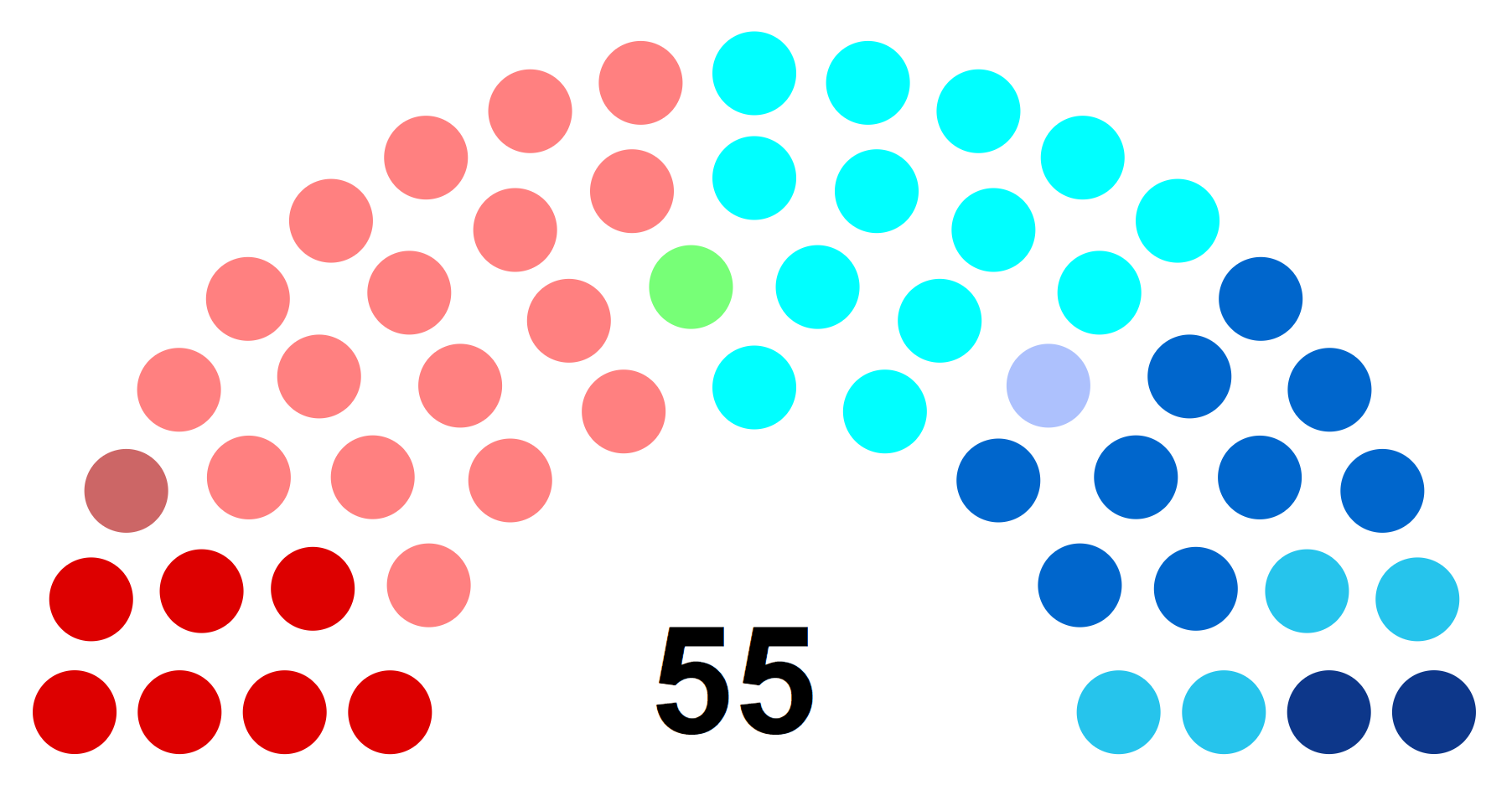
Composition du conseil régional en février 1992

|            |                                             | 02 | 60 | 80 | TOTAL | Listes de 1986              |
|            | Rassemblement pour la République            | 4  | 4  | 1  | 9     | Opposition unie 25          |
|            | UDF - Centre des démocrates sociaux         | 1  | 2  | 1  | 4     | Opposition unie 25          |
|            | UDF - Parti républicain                     | /  | 2  | 2  | 4     | Opposition unie 25          |
|            | UDF - Parti social-démocrate                | 1  | /  | 2  | 3     | Opposition unie 25          |
|            | UDF - Adhérents directs                     | 1  | 1  | /  | 2     | Opposition unie 25          |
|            | Centre national des indépendants et paysans | /  | 1  | 1  | 2     | Opposition unie 25          |
|            | Parti socialiste                            | 6  | 6  | 5  | 17    | Majorité présidentielle 18  |
|            | Génération écologie                         | /  | 1  | /  | 1     | Majorité présidentielle 18  |
|            | Parti communiste français                   | 2  | 2  | 3  | 7     | Parti communiste français 8 |
|            | Initiative démocratique de gauche           | 1  | /  | /  | 1     | Parti communiste français 8 |
|            | Front national                              | /  | 1  | 1  | 2     | Front national 4            |
|            | Centre national des indépendants et paysans | 1  | 1  | /  | 2     | Front national 4            |
|            | Divers droite                               | /  | /  | 1  | 1     | Picardie86 1                |
| TOTAL ÉLUS | TOTAL ÉLUS                                  | 16 | 22 | 17 | 55    |                             |

### Évolution de l'assemblée régionale

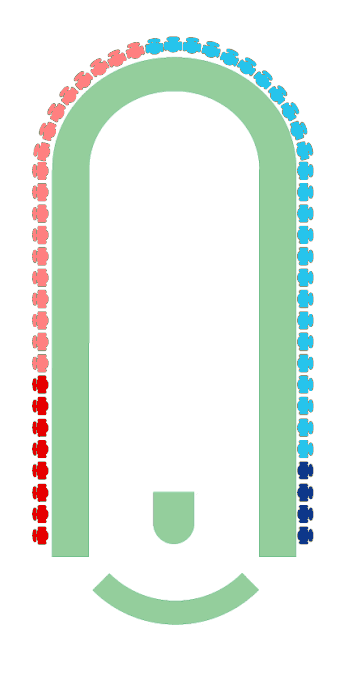
1986-1989
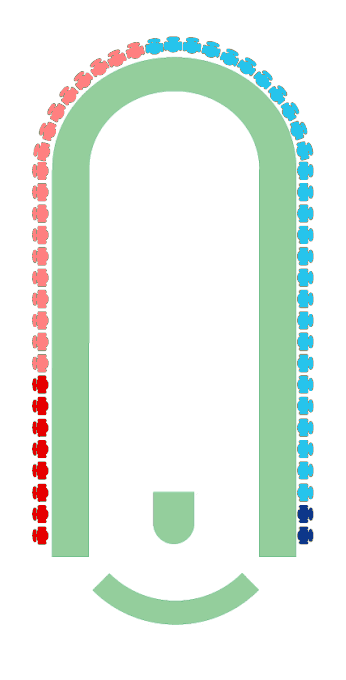
1989-1992

|                  |   |    |    |   |
| 1er avril 1986   | 8 | 18 | 25 | 4 |
| 1er janvier 1987 | 8 | 18 | 25 | 4 |
| 1er janvier 1988 | 8 | 18 | 25 | 4 |
| 1er janvier 1989 | 8 | 18 | 25 | 4 |
| 1er janvier 1990 | 8 | 18 | 27 | 2 |
| 1er janvier 1991 | 8 | 18 | 27 | 2 |
| 1er janvier 1992 | 8 | 18 | 27 | 2 |

- 1986-1989
- 1989-1992